# 中大科大合併風波
中大科大合併風波是指2002年10月，時任香港教育統籌局局長李國章提出香港中文大學與香港科技大學合併的構思所引起的風波，事件引起兩校不少學生及教職員均反對，同時李國章也備受批評。

## 歷史
2002年，香港特首董建華連任，推出高官問責制，中文大學校長李國章被任命為教育統籌局長。
李國章上任後於2002年底表示，1999年出任中大校長時，已經與科大簽定聯合聲明，指兩校學生若對對方院校開辦的科目有興趣，即可到對方學校上堂，但因時間表問題未能落實。李國章希望，中大與科大可以合併成為超級大學。
2002年，中大校長金耀基及科大校長朱經武均認為兩校可作深入協作，其中金曾在管理層召開內部會議諮詢校內意見。朱亦曾透露，科大高層一致認同兩校合作對雙方有好處。
至2004年3月，合併正式被擱置。

## 各方立場

### 政府
李國章當時表示香港需要一所超級大學，所以大學要合併，他又表示「權在政府，最後由我話事」，要「先禮後兵」，結果引起不少批評。

### 學生及教師
根據中文大學大學線於2002年10月的報導，其向兩校學生所進行的問卷調查，逾六成受訪的學生反對兩校合併，而反對合併的教師則有六成四。
教學方面，六成三受訪者認為新大學不可能成為世界一流大學，三成五受訪者認為學術地位會被降低，四成三認為教學質素會降低。而師生一般最大憂慮，是「兩校文化理念不同，難以融合」，其他則包括地點太遠、資源錯配、人手問題等。

### 公眾
2002年10月4日，時任立法會教育界議員張文光批評李過於草率，身為問責官員，企圖作中間人撮合有關合併，「是極不適當的」。又指中大和科大，都已經發展成熟，方向與規模都甚為不同，此舉等同「香港的大學的發展，已受到政府干預，而失去其應有的學術自主的地位。」最後，即使管理層合併，也應充份諮詢教職員、學生、甚至是社會的意見。貿然合併，將香港教育造成很壞的影響，後患無窮，紛爭不斷。
香港專上學生聯會於2002年11月9日發表聲明，指不應把大學合併神聖化，「看不到大學合併如何能改善現時專上教育的弊端、如何能邁向理想的教育。」，甚至會把專上教育的商品化、單元化及市場化推至更嚴重的地步。

### 院校高層合併意向

#### 香港科技大學
科大於2002年12月發出新聞稿，表示「堅定支持並協助香港建立有能力參與國際最高水平競爭的大學」，並對合併持開放態度，但期望尋求政府澄清合併構思的關鍵問題，及處理有關疑慮。另外，朱經武也設立了研究小組。
不過，至2004年4月，大學教育資助委員會院校整合工作小組報告發表指不宜合併後，朱經武則表示歡迎，並指和科大及中大會改以進行深入協作。

#### 香港中文大學
2002年10月，金耀基表示個人來說贊成，但明言如果全校師生反對便擱置。另外他又指合併如要成功，「必須中大與科大通過『自由戀愛』」，並沒時間可言。

#### 香港教育學院
2007年5月，於教院風波聆訊中，李國章透露了院校合併意向，當中他仍指中大及科大「情投意合」，而教院方面期望加入「中科合併」後的院校。